# Frédéric Maurice de La Tour d'Auvergne-Bouillon
Frédéric Maurice de La Tour d'Auvergne, francoski general, * 1605, † 1652.